# Niphetophora carneola
Niphetophora carneola är en skalbaggsart som beskrevs av Hermann Burmeister 1847. Niphetophora carneola ingår i släktet Niphetophora och familjen Cetoniidae. Inga underarter finns listade i Catalogue of Life.